# Józef Krzemieński
Józef Krzemieński.  (ur. 1835 w Krakowie, zm. 24 lutego 1912 tamże) – polski duchowny rzymskokatolicki, infułat, prałat domowy Ojca Św., kanonik honorowy warszawski, społecznik.

## Życiorys
Urodził się w 1835 w Krakowie w rodzinie mieszczańskiej. W 1859 w Krakowie otrzymał święcenia kapłańskie z rąk biskupa Ludwika Łętowskiego. W latach 1868–1877 pełnił funkcję proboszcza kościoła św. Małgorzaty w Raciborowicach, skąd w 1877 przeniesiony został do kościoła św. Bartłomieja w Morawicy. Od 1892 do śmierci pełnił funkcję archiprezbitera (tj. proboszcza) parafii Wniebowzięcia Najświętszej Maryi Panny w Krakowie, funkcjonującej w Kościele Mariackim. Za jego probostwa wstawiono w kościele witraże, odrestaurowano mury zewnętrzne świątyni, odnowiono dzwony oraz przystąpiono do odnowy wieży.
Udzielał się w działalności społecznej. Działał w Towarzystwie Dobroczynności, Banku Pobożnym. W 1889 powołany został na członka komitetu odpowiedzialnego za realizację fundacji księcia Aleksandra Lubomirskiego na rzecz „Zakładu dla dziewcząt moralnie zaniedbanych na Józefowie w Łagiewnikach”. W 1910 został odznaczony Krzyżem Kawalerskim Orderu Franciszka Józefa. W tym samym roku otrzymał srebrny pastorał podarowany przez wiernych.
Zmarł 24 lutego 1912 w Krakowie. Uroczysty pogrzeb pod przewodnictwem biskupa Anatola Nowaka odbył się 27 lutego 1912 w Kościele Mariackim w Krakowie, po którym zmarły został pochowany w grobowcu archiprezbiterów na cmentarzu Rakowickim w Krakowie (kwatera S).

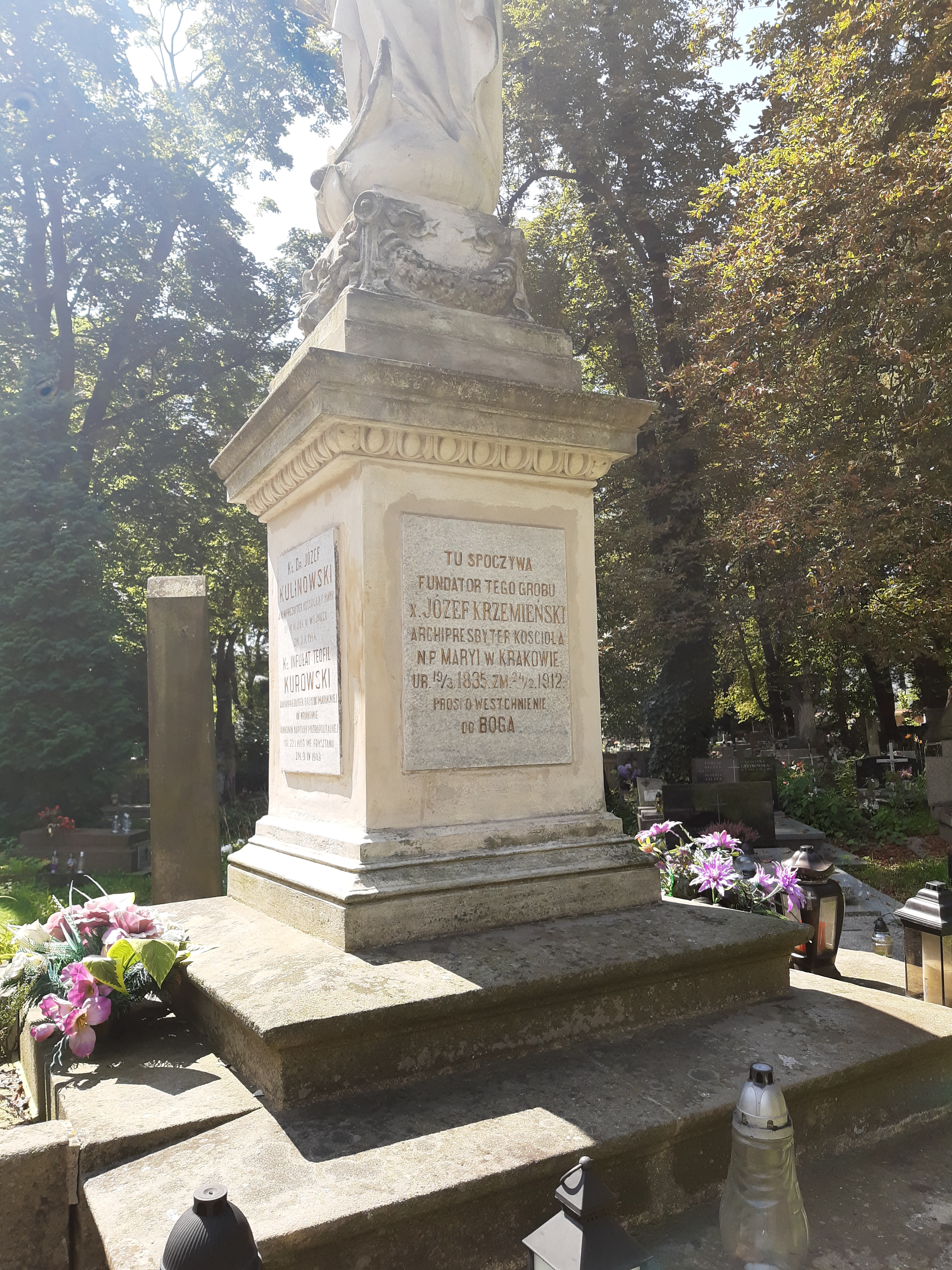
Grób ks. Józefa Krzemieńskiego na cmentarzu Rakowickim